# Coniopteryx macroscapes
Coniopteryx macroscapes är en insektsart som beskrevs av Meinander 1990. Coniopteryx macroscapes ingår i släktet Coniopteryx och familjen vaxsländor. Inga underarter finns listade i Catalogue of Life.